# Lokomotíva Košice (basketbal)
Lokomotíva Košice (celým názvem: Basketbalový klub Lokomotíva Košice) byl slovenský basketbalový klub, který sídlil v košické městské části Sever ve stejnojmenném kraji. Založen byl v roce 1946 společně s fotbalovým a stolnotenisovým oddílem do nově založeného Športového klubu Železničiari. Ženský oddíl býval dlouholetým účastníkem československé a později i slovenské nejvyšší soutěže. Na zlatou medaili ovšem Lokomotíva nikdy nedosáhla. Zanikla v roce 2001 po přetvoření původního klubu do nově vzniklé organizace Delta VODS Košice (později Good Angels). Klubové barvy byly modrá a bílá.
Své domácí zápasy odehrával v basketbalové hale Lokomotíva v košickom Čermeli.

## Historické názvy
Zdroj: 
- 1946 – ŠK Železničiari Košice (Športový klub Železničiari Košice)
- 1946 – fúze s ŠK Sparta Košice ⇒ ŠK Železničiari Sparta Košice (Športový klub Železničiari Sparta Košice)
- 1949 – fúze s Sokol Jednota Dynamo Košice ⇒ ZSJ Dynamo ČSD Košice (Závodná sokolská jednota Dynamo Československé štátne dráhy Košice)
- 1952 – TJ Lokomotíva Košice (Telovýchovná jednota Lokomotíva Košice)
- 1963 – fúze s TJ VSŽ Košice ⇒ TJ Lokomotíva VSŽ Košice (Telovýchovná jednota Východoslovenské železiarne Lokomotíva Košice)
- 1967 – znovu oddělení ⇒ TJ Lokomotíva Košice (Telovýchovná jednota Lokomotíva Košice)
- 1990 – BK Lokomotíva Košice (Basketbalový klub Lokomotíva Košice)
- 1992 – fúze s TJ Jednota VSS Unimex Košice ⇒ BK VSS Lokomotíva Košice (Basketbalový klub Východoslovenské strojárne Lokomotíva Košice)
- 1997 – Delta Management Lokomotíva Košice
- 1998 – Delta Management Košice
- 1999 – Delta Domex Košice
- 2000 – Delta Termostav Mráz Košice

## Umístění v jednotlivých sezonách – ženy
Zdroj: 
Legenda: ZČ - základní část, červené podbarvení - sestup, zelené podbarvení - postup, fialové podbarvení - reorganizace, změna skupiny či soutěže
| Československo (1959 – 1993) |                                    |           |              |           |                          |
| Sezóna                       | Název v ročníku                    | Úroveň    | Soutěž       | ZČ        | Play-off                 |
| 1959/60                      | TJ Lokomotíva Košice               | 1. úroveň | 1. liga      | 10. místo |                          |
| 1960/61                      | TJ Lokomotíva Košice               | 1. úroveň | 1. liga      | 9. místo  | Sestup                   |
| ...                          |                                    |           |              |           |                          |
| 1962/63                      | TJ Lokomotíva Košice               | 1. úroveň | 1. liga      | 12. místo | Sestup                   |
| ...                          |                                    |           |              |           |                          |
| 1966/67                      | TJ Lokomotíva VSŽ Košice           | 1. úroveň | 1. liga      | 10. místo | Sestup                   |
| ...                          |                                    |           |              |           |                          |
| 1969/70                      | TJ Lokomotíva Košice               | 1. úroveň | 1. liga      | 8. místo  |                          |
| 1970/71                      | TJ Lokomotíva Košice               | 1. úroveň | 1. liga      | 9. místo  |                          |
| 1971/72                      | TJ Lokomotíva Košice               | 1. úroveň | 1. liga      | 8. místo  |                          |
| 1972/73                      | TJ Lokomotíva Košice               | 1. úroveň | 1. liga      | 9. místo  |                          |
| 1973/74                      | TJ Lokomotíva Košice               | 1. úroveň | 1. liga      | 8. místo  |                          |
| 1974/75                      | TJ Lokomotíva Košice               | 1. úroveň | 1. liga      | 8. místo  |                          |
| 1975/76                      | TJ Lokomotíva Košice               | 1. úroveň | 1. liga      | 7. místo  |                          |
| 1976/77                      | TJ Lokomotíva Košice               | 1. úroveň | 1. liga      | 4. místo  |                          |
| 1977/78                      | TJ Lokomotíva Košice               | 1. úroveň | 1. liga      | 2. místo  |                          |
| 1978/79                      | TJ Lokomotíva Košice               | 1. úroveň | 1. liga      | 5. místo  |                          |
| 1979/80                      | TJ Lokomotíva Košice               | 1. úroveň | 1. liga      | 7. místo  |                          |
| 1980/81                      | TJ Lokomotíva Košice               | 1. úroveň | 1. liga      | 7. místo  |                          |
| 1981/82                      | TJ Lokomotíva Košice               | 1. úroveň | 1. liga      | 3. místo  |                          |
| 1982/83                      | TJ Lokomotíva Košice               | 1. úroveň | 1. liga      | 4. místo  |                          |
| 1983/84                      | TJ Lokomotíva Košice               | 1. úroveň | 1. liga      | 6. místo  | Play-out (2. místo)      |
| 1984/85                      | TJ Lokomotíva Košice               | 1. úroveň | 1. liga      | ?. místo  |                          |
| ...                          |                                    |           |              |           |                          |
| 1992/93                      | BK VSS Lokomotíva Košice           | 1. úroveň | 1. liga      | ?. místo  |                          |
| Slovensko (1993 – 2001)      |                                    |           |              |           |                          |
| Sezóna                       | Název v ročníku                    | Úroveň    | Soutěž       | ZČ        | Play-off                 |
| 1993                         | BK VSS Lokomotíva Košice           | 1. úroveň | 1. liga (SR) | ?. místo  |                          |
| 1993/94                      | BK VSS Lokomotíva Košice           | 1. úroveň | 1. liga      | ?. místo  |                          |
| 1994/95                      | BK VSS Lokomotíva Košice           | 1. úroveň | 1. liga      | 4. místo  | Zápas o 3. místo (výhra) |
| 1995/96                      | BK VSS Lokomotíva Košice           | 1. úroveň | 1. liga      | ?. místo  |                          |
| 1996/97                      | BK VSS Lokomotíva Košice           | 1. úroveň | 1. liga      | ?. místo  |                          |
| 1997/98                      | Delta Management Lokomotíva Košice | 1. úroveň | 1. liga      | 3. místo  | Zápas o 5. místo (výhra) |
| 1998/99                      | Delta Management Košice            | 1. úroveň | 1. liga      | 2. místo  | Finále                   |
| 1999/00                      | Delta Domex Košice                 | 1. úroveň | 1. liga      | 2. místo  | Zápas o 3. místo (výhra) |
| 2000/01                      | Delta Termostav Mráz Košice        | 1. úroveň | 1. liga      | 8. místo  | Zápas o 7. místo (výhra) |

## Účast v mezinárodních pohárech
Zdroj: 
| Výkonnostní úrovně                                                              |
| superpohár – Superpohár v basketbalu žen                                        |
| 1. výkonnostní úroveň – Pohár mistrů evropských zemí, Euroliga v basketbalu žen |
| 2. výkonnostní úroveň – Pohár Ronchettiové, EuroCup v basketbalu žen            |

Legenda: EL - Euroliga v basketbalu žen, PMEZ - Pohár mistrů evropských zemí, EC - EuroCup v basketbalu žen, SP - Superpohár v basketbalu žen, PR - Pohár Ronchettiové
- PR 1982/83 – Základní skupina C (2. místo)
- PR 1986/87 – 2. předkolo
- PR 1991/92 – Základní skupina D (4. místo)
- PR 1992/93 – 1. kolo
- PR 1993/94 – 1. předkolo